# Verfassungsreferendum in Niger 2010
Das Verfassungs-Referendum in Niger 2010 wurde am 31. Oktober 2010 in der westafrikanischen Republik Niger abgehalten. Die neue Verfassung wurde mit mehr als 90 % aller abgegebenen Stimmen angenommen. Es wurden Beobachter der UNO und anderer internationaler Organisationen eingeladen. Die Afrikanische Union bezeichnete in einer Presseerklärung den Verlauf der Abstimmung als „reibungslos und erfolgreich“.

## Hintergrund
Dem Referendum vorausgegangen war ein Militärputsch, durch den der amtierenden Präsidenten Mamadou Tandja aus dem Amt vertrieben wurde. Die neue Verfassung, die zur Abstimmung stand, ist die siebte in der Geschichte des unabhängigen Niger. Sie sollte die erst 2009 per Referendum akzeptierte Verfassung ersetzen, die Mamadou Tandja eine zweite Amtszeit ermöglicht hatte und die Rückkehr zu einer zivilen Regierung einleiten. Durch das Referendum wurde den Militärs auf der einen Seite politische Immunität für ihren Putsch garantiert, auf der anderen Seite wurden sie verpflichtet, die Macht bis zum 6. April 2011 nach Parlaments- und Präsidentschaftswahlen an eine zivile Regierung zu übergeben.

## Ergebnis
|                            | Stimmen   | %       |
| -------------------------- | --------- | ------- |
| Ja                         | 3 124 152 | 90,18 % |
| Nein                       | 0 340 115 | 09,82 % |
| Gültige Stimmen            | 3 464 267 | 97,91 % |
| Ungültige Stimmen          | 0 074 059 | 02,09 % |
| Stimmen gesamt             | 3 538 326 | 100,0 % |
| Wahlberechtigte: 6 720 335 |           |         |
| Wahlbeteiligung; 52,65 %   |           |         |
| Quelle:                    |           |         |

## Folgen
Als Ergebnis des Referendums wurden am 31. Januar 2011 Präsidentschaftswahlen durchgeführt.